# O kazaniu Pana na górze
O kazaniu Pana na górze (łac. De sermone domini in monte) – komentarz duchowo-ascetyczny Augustyna z Hippony do Kazania na górze z Ewangelii Mateusza rozdz. 5–7, napisany najprawdopodobniej w 393 r.

## Okoliczności powstania dzieła
Augustyn napisał swój komentarz niedługo po święceniach kapłańskich, do których doszło dość nieoczekiwanie dla niego w styczniu 391 r. w Hipponie. Przyjęcie święceń wymógł bowiem na Augustynie lud wierny Hippony, w czasie gdy przebywał w tym mieście w odwiedzinach u swego przyjaciela. Augustyn praktycznie zaraz po zostaniu prezbiterem poprosił biskupa Waleriusza o kilkumiesięczny urlop na osobiste studium Pisma Świętego. W ciągu dwóch następnych lat neoprezbiter podjął próbę nowego komentarza do opisu stworzenia świata w Biblii: Niedokończony komentarz słowny do Księgi Rodzaju oraz napisał właśnie komentarz De sermone domini in monte (Mt 5–7). Było to jego pierwsze dzieło na temat Nowego Testamentu.

## Źródła i metoda egzegetyczna
Augustyn zastosował podejście typowe dla patrystycznej egzegezy. Poszukiwał sensu alegorycznego i symbolicznego. Aby odczytać znaczenie tekstu kazania Chrystusa, zapisanego w Ewangelii Mateusza, odwoływał się do innych miejsc Starego i Nowego Testamentu. Źródłem, z którego czerpał Augustyn, był Wykład Ewangelii według św. Łukasza Ambrożego(388–389) oraz traktat O modlitwie Pańskiej Cypriana z Kartaginy. Być może pośredni wpływ miały też pisma Grzegorza z Nyssy na temat Błogosławieństw i modlitwy Pańskiej, i o wznoszeniu się duszy do Boga. Również ascetyczne i mistyczne pisma Orygenesa.

## Treść
Oryginalnym tematem u Augustyna była interpretacja Błogosławieństw w świetle wznoszenia się duszy, zamiast czterech cnót kardynalnych, jak to uczynił wcześniej Ambroży.
W swym komentarzu pt. O kazaniu Pana na górze Augustyn z Hippony, według Servais Théodore'a Pinckaersa OP, jako pierwszy przypisał ochrzczonym Siedem darów Ducha Świętego wymienione w proroctwie Księgi Izajasza 11,2. Wcześniej odnoszono je przede wszystkim do samego Mesjasza. Augustyn zestawił błogosławieństwa z Ewangelii Mateusza 5,3–12 z darami Ducha z Izajasza 11,1–4. O tym, że nie było to wówczas znane, i że była to jego osobista intuicja, świadczy „wydaje mi się” (łac. videtur ergo mihi) w początkowej uwadze o stopniach błogosławieństw: „Wydaje mi się, że tym stopniom i zdaniom odpowiada również siedmiorakie działanie Ducha Świętego, o jakim mówi Izajasz” (O kazaniu Pana, I, 4, 11). Z tymi dwoma elementami Augustyn połączył też trzeci: wezwania modlitwy Pańskiej. Jak zauważył Pinckaers, powiązanie tych trzech tematów było wyrazem przekonania Augustyna, że „chrześcijanin nie zdoła przejść drogi błogosławieństw i cnót bez pomocy Ducha Świętego, a pomocy tej nie możemy uzyskać bez nieustannej modlitwy, której wzorem jest Modlitwa Pańska”. Źródłem takiego przekonania było nauczanie apostoła Pawła o życiu według Ducha, znajomość chrześcijańskiej tradycji oraz własne doświadczenie Autora. We wszystkich tych trzech tematach dostrzegał liczbę siedem, która w całej tradycji patrystycznej oznaczała doskonałość i pełnię. Augustyn tłumaczył to w zakończeniu swego komentarza do Kazania na górze, mówiąc, że liczbę siedem zaczerpnął z Psalmu 12(11),7:

«Słowa Pańskie to słowa szczere, wypróbowane srebro, bez domieszki ziemi, siedmiokroć czyszczone». Z powodu tej liczby miałem natchnienie, czy napomnienie, żeby te nakazy odnieść do owych siedmiu zdań, które Pan powiedział na początku tego Kazania, gdy mówił o błogosławionych, i do owych siedmiu działań Ducha świętego, o których wspomina Izajasz Prorok. Ale czy będziemy się trzymać tego porządku w rozważaniach, czy też jakiegoś innego, ważne jest to, że należy czynić to, cośmy od Pana usłyszeli, jeżeli chcemy budować na skale (II,25.87).

Jak podkreślił Pinckaers, związki, które Augustyn dostrzegł między błogosławieństwami, darami Ducha Świętego i wezwaniami Ojcze nasz, wynikały w większej mierze z jego osobistego doświadczenia duchowego i medytacji niż z analizy tekstu. Całe zestawienie Augustyn opisał w 11 rozdziale drugiej księgi O kazaniu Pana na Górze. Można je przedstawić w formie tabeli:
| Dary-błogosławieństwa | Prośby «Ojcze nasz» |  |
| --- | --- |  |
| 1. Dar bojaźni Bożej, który uszczęśliwia ubogich obietnicą królestwa. 2. Dar pobożności, który uszczęśliwia cichych ziemią otrzymaną na własność. 3. Dar wiedzy, który uszczęśliwia pocieszeniem tych, którzy się smucą. 4. Dar męstwa, który uszczęśliwia i pokrzepia łaknących i pragnących. 5. Dar rady, który uszczęśliwia miłosiernych. 6. Dar rozumu, który uszczęśliwia wizją czystego serca. 7. Dar mądrości, który uszczęśliwia jako dzieci Boże wprowadzających pokój. | 1. Aby imię Boże było uświęcone czystą bojaźnią. 2. Aby nadeszło królestwo Boże. 3. Aby się spełniła wola Boża w naszym ciele i umyśle, aby zamieszkał w nas pokój i pocieszył nas po walce wewnętrznej. 4. Prośba o chleb powszedni, który krzepi i karmi do sytości. 5. Odpuszczenie win naszym bliźnim i naszych win przez Boga. 6. Unikanie pokus, które czynią serce dwulicowym; prostota serca całkowicie zwróconego ku Bogu. 7. Wybawienie od zła, które z nas uczyni cieszące się wolnością dzieci Boże, wołające: Abba, Ojcze! (O kazaniu Pana, II,11.38) |  |

Dary Ducha Świętego są przedstawione w kolejności odwrotnej od tej, która znajduje się w Księdze Izajasza 11,2. Według Sarvais Pinckaersa, Augustyn miał pełną świadomość tego, że zestawienie, które zaproponował swym komentarzu O kazaniu Pana na górze nie jest jedynym możliwym. Chodziło w nim bowiem, by całość przedstawić w sposób dobrze zharmonizowany i wyrazisty, jak dobry utwór muzyczny, ułatwiający medytację i działanie.

## Wydania
- Wydanie krytyczne łacińskie: De sermone domini in monte. A. Mutzenbecher (oprac.). Turnhout: Brepols, 1967, seria: CCL 35. Brak numerów stron w książce. Tekst, wstęp i obszerna bibliografia.
- Polski przekład: O kazaniu Pana na górze, Stefan Ryznar CSsR, Jan Sulowski (przekład), W: O kazaniu Pana na Górze. Do Symplicjana o różnych problemach. Problemy ewangeliczne, Warszawa:ATK, 1991 PSP 48, s. 21–130.